# Liste von Orgeln in Lüneburg
Die Liste von Orgeln in Lüneburg verzeichnet die erhaltenen historischen Orgeln und überregional bedeutenden Orgelneubauten im ehemaligen Fürstentum Lüneburg. Dies entspricht weitgehend dem Gebiet der heutigen Landkreise Celle, Gifhorn, Harburg, Lüchow-Dannenberg, Lüneburg, Heidekreis, Uelzen sowie der Stadt Wolfsburg. Komplett erfasst sind alle Orgeln, die vor dem Ersten Weltkrieg gebaut sind. Die Liste ergänzt den Hauptartikel Orgellandschaft Lüneburg, wo sich weitere Literatur findet.
In der vierten Spalte sind die hauptsächlichen Erbauer angeführt; eine Kooperation mehrerer Orgelbauer wird durch Schrägstrich angezeigt, spätere Umbauten durch Komma. In der sechsten Spalte bezeichnet die römische Zahl die Anzahl der Manuale, ein großes „P“ ein selbstständiges Pedal und ein kleines „p“ ein nur angehängtes Pedal, die arabische Zahl in der vorletzten Spalte die Anzahl der klingenden Register. Bedeutende erhaltene historische Gehäuse (mit modernen Orgeln) werden durch Kursivierung angezeigt.
| Ort                      | Kirche                                 | Bild | Orgelbauer                                                                                                | Jahr                                                             | Manuale | Register | Bemerkungen |
| ------------------------ | -------------------------------------- | ---- | --- | ---------------------------------------------------------------- | ------- | -------- | --- |
| Bardowick                | Dom St. Peter und Paul                 |      | Philipp Furtwängler, Alexander Schuke                                                                     | 1867, 2011                                                       | III/P   | 46       | Hist. Gehäuse erhalten |
| Bardowick                | St. Nikolai                            |      | unbekannt, Alexander Schuke Potsdam Orgelbau                                                              | Anfang 15. Jh./2013                                              | I/P     | 9        | 4 Register aus 15. Jh. integriert in Neubau |
| Bergen an der Dumme      | Pauluskirche                           |      | Ernst Wilhelm Meyer & Söhne                                                                               | 1842                                                             | II/P    | 16       | Weitgehend erhalten |
| Bergen (Landkreis Celle) | St. Lamberti                           |      | Orgelbau Mühleisen                                                                                        | 2000                                                             | III/P   | 34       | Prospekt in barocker Tradition |
| Bad Bodenteich           | St. Petri                              |      | Balthasar Conrad Euler, Gebr. Hillebrand                                                                  | 1836, 1996                                                       | II/P    | 29       | Neubau hinter hist. Prospekt, mit romantischem Schwellwerk |
| Celle                    | St. Ludwig                             |      | Karl Wilhelm und Eduard Meyer, unbekannt, Siegfried Sauer, Martin ter Haseborg                            | 1841, 1900, 1977, 1998                                           | II/P    | 31       | 1998 Rekonstruktion der Orgel von 1841, von der noch einige Register und Fotos existierten → Orgel |
| Celle                    | Schlosskapelle                         |      | Unbekannt, Heinrich Vieth, Paul Ott                                                                       | 16. Jh., 1865, 20. Jh.                                           | II/P    |          | Prospekt aus 16. Jh. und einige Register von Vieth erhalten; Erweiterungsumbau durch Ott |
| Celle                    | Stadtkirche St. Marien                 |      | Hermann Kröger/Berendt Hus, Rowan West                                                                    | 1653, 1997–1999                                                  | III/P   | 49       | Hinter hist. Prospekt → Orgel |
| Clenze                   | St. Bartholomäus                       |      | Johann Andreas Engelhardt, Karl Schuke                                                                    | 1856, 1968–1970                                                  | II/P    | 18       | Nur wenige hist. Substanz erhalten |
| Dannenberg (Elbe)        | St.-Johannis-Kirche                    |      | Wilhelm Heinrich Bethmann, Karl Schuke                                                                    | 1801/1802, 1972                                                  | II/P    | 29       | Neubau hinter hist. Gehäuse |
| Drennhausen              | St. Marien                             |      | Eduard Meyer                                                                                              | 1856                                                             | II/P    | 16       | |
| Ebstorf                  | Klosterkirche                          |      | Eduard Meyer                                                                                              | 1865/1866                                                        | II/P    | 20       | |
| Egestorf                 | St. Stephanus                          |      | Philipp Furtwängler und Söhne                                                                             | 1867                                                             | II/P    | 17       | Zum großen Teil erhalten; einige Register rekonstruiert |
| Gartow                   | St. Georg                              |      | Johann Matthias Hagelstein                                                                                | 1740                                                             | II/P    | 23       | Weitgehend erhalten; 1991 grundlegende Restaurierung durch Hillebrand |
| Gerdau                   | St. Michaelis                          |      | Philipp Furtwängler                                                                                       | 1874                                                             | II/P    | 15       | Nahezu unverändert erhalten; im Jahre 2009 von Jörg Bente grundlegend restauriert |
| Gifhorn                  | St.-Nicolai-Kirche                     |      | Christian Vater                                                                                           | 1748                                                             | II/P    | 24       | Weitgehend erhalten; im Jahre 2000 von Hillebrand grundlegend restauriert und in den barocken Zustand zurückversetzt |
| Großburgwedel            | St. Petri                              |      | Patrick Collon                                                                                            | 1996                                                             | II/P    | 28       | In Anlehnung an klassisch-französischen Orgelbau |
| Handorf                  | St. Marien                             |      | Eduard Meyer, Alfred Führer                                                                               | 1854, 1954                                                       | II/P    | 19       | 1954 Umbau |
| Hermannsburg             | St. Peter-Paul                         |      | Emil Hammer                                                                                               | 1963                                                             | III/P   | 34       | |
| Himbergen                | St. Bartholomäus                       |      | P. Furtwängler & Hammer                                                                                   | 1862                                                             | II/P    | 21       | weitgehend erhalten |
| Kirchweyhe               | Georgskirche                           |      | Friedrich Altdorf                                                                                         | 1856                                                             | I/P     | 10       | Neobarocke Umdisponierung in den 1960er Jahren im Zuge der Restaurierung durch Gebr. Hillebrand (2003) zurückgeführt |
| Krevese                  | Klosterkirche Krevese                  |      | Anton Heinrich Gansen                                                                                     | 1721                                                             | I/P     | 13       | Nahezu vollständig erhalten |
| Lemgow                   | Hohe Kirche                            |      | Eduard Meyer                                                                                              | 1856                                                             | II/P    | 17       | Weitgehend erhalten |
| Lenzen                   | St. Katharinen                         |      | Hans Scherer der Jüngere, Arp Schnitger, Gottlieb Scholtze, Reinhard Hüfken                               | 1627/1628, 1707/1708, 1759, 2005–2007                            | II/P    | 27       | 5 Register von Scherer, Gehäuse teilweise und 2–3 Register von Arp Schnitger (1707/08, ursprünglich für Hamburg-St. Georg) erhalten sowie 7 Register von Scholtze; restl. 12 Register von Hüfken auf den Zustand von Scholtz (1759) rekonstruiert |
| Lüchow                   | St. Johannis                           |      | Hermann Eule                                                                                              | 2005/2006                                                        | III/P   | 47       | Mit Klangfarben der deutschen Romantik und Moderne |
| Lüchow-Plate             | St. Marien                             |      | Unbekannt, Gebr. Hillebrand                                                                               | Mitte 16. Jh., 1980/1981                                         | II/P    | 16       | Neubau hinter hist. Gehäuse |
| Lüneburg                 | St. Johannis, große Orgel              |      | Hendrik Niehoff/Jasper Johansen, Friedrich Stellwagen, Matthias Dropa, Eduard Meyer, Rudolf von Beckerath | 1551–1553, 1651/1652, 1712–1715, 1850–1853, 1952/1953, 1976/1992 | III/P   | 51       | → Orgeln von St. Johannis (Lüneburg) |
| Lüneburg                 | St. Johannis, Chororgel                |      | Orgelbau Kuhn                                                                                             | 2010                                                             | II/P    | 23       | In französisch-symphonischer Tradition → Orgeln von St. Johannis (Lüneburg) |
| Lüneburg                 | St. Michaelis                          |      | Matthias Dropa, P. Furtwängler & Hammer, Christian Scheffler                                              | 1708, 1870/1931, 1999                                            | III/P   | 49       | 5 Register von 1708, 8 von 1870, 15 von 1931 |
| Lüneburg                 | St. Michaelis, Unterkirche             |      | Emil Hammer Orgelbau                                                                                      | 1942                                                             | II/P    | 11       | hinter dem Prospekt von Furtwängler & Hammer (1899) und unter Einbeziehung etwas ein Viertel der Pfeifen der Vorgängerorgel |
| Lüneburg                 | St. Michaelis, Chororgel               |      | Martin ter Haseborg                                                                                       | 2000                                                             | I       | 5        | Rekonstruktion eines ab etwa 1800 verschollenen Positivs, orientiert an einem Kostenvorschlag von Johann Balthasar Held (1701) für St. Michaelis                                                                                                  |
| Lüneburg                 | St. Michaelis, Altarraum               |      | Michael Braun                                                                                             | 2012                                                             | I       | 4        | fahrbare Truhenorgel |
| Lüneburg                 | St. Nicolai                            |      | P. Furtwängler & Hammer                                                                                   | 1899                                                             | III/P   | 49       | Pneumatische Traktur; zum großen Teil erhalten |
| Lüneburg                 | Kloster Lüne (Klosterkirche)           |      | Jonas Weigel (?), Gebr. Hillebrand                                                                        | 1645, 1969                                                       | II/P    | 20       | Prospekt erhalten |
| Müden (Örtze)            | St. Laurentius                         |      | Eduard Meyer                                                                                              | 1864                                                             | II/P    | 17       | Zu- und abschaltbare Kopplung des oberen Manuals an ein Keyboard mit 176 Orgelregistern |
| Rühstädt                 | Dorfkirche Rühstädt                    |      | Joachim Wagner                                                                                            | 1738                                                             | I/P     | 10       | Gehäuse und mehr als die Hälfte der Register erhalten |
| Scharnebeck              | Klosterkirche St. Marien               |      | Unbekannt, Gebr. Hillebrand                                                                               | 1754, 1994/1995                                                  | II/P    | 17       | Neubau hinter hist. Gehäuse → Orgel von St. Marien (Scharnebeck) |
| Schneverdingen           | Peter-und-Paul-Kirche                  |      | Rudolf Janke                                                                                              | 1976                                                             | III/P   | 24       | |
| Stellichte               | St.-Georg-Christophorus-Jodokus-Kirche |      | Andreas de Mare, Jürgen Ahrend Orgelbau                                                                   | Um 1570, 1985/1986                                               | II/p    | 12       | Ursprünglich wohl für Kloster Thedinga gebaut; Gehäuse 1610 von Marten de Mare überführt; Rekonstruktion hinter hist. Gehäuse |
| Trebel                   | Feldsteinkirche Trebel                 |      | Johann Georg Stein                                                                                        | 1775–1777                                                        | II/P    | 19       | Nahezu vollständig erhalten |
| Uelzen                   | St. Marien                             |      | Johann Georg Stein, Hermann Eule Orgelbau Bautzen                                                         | 1752–1756, 2001                                                  | III/P   | 53       | Neubau hinter hist. Prospekt; größte Orgel in der Orgellandschaft Lüneburg |
| Uelzen                   | St. Petri                              |      | Gebr. Hillebrand                                                                                          | 1966                                                             | II/P    | 23       | |
| Walsrode                 | Stadtkirche Walsrode                   |      | Eduard Meyer                                                                                              | 1849                                                             | II/P    | 26       | Weitgehend erhalten |
| Winsen                   | St.-Marien-Kirche                      |      | Paul Ott                                                                                                  | 1960                                                             | III/P   | 39       | Neobarock konzipiert |
| Wittingen                | St.-Stephanus-Kirche                   |      | Johann Wilhelm Gloger, Alexander Schuke Potsdam Orgelbau                                                  | 1738–1740, 1995                                                  | II/P    | 24       | ursprünglich für die Paulinerkirche (Göttingen) gebaut, seit 1806 in Wittingen; Neubau hinter historischen Prospekt |
| Wolfsburg                | Christuskirche                         |      | Paul Ott                                                                                                  | 1951                                                             | III/P   | 35       | Typisches Instrument der Orgelbewegung |
| Wolfsburg                | St. Heinrich                           |      | G. Christian Lobback                                                                                      | 1982                                                             | II/P    | 23       | |
| Wustrow                  | St. Laurentius                         |      | P. Furtwängler & Hammer                                                                                   | 1915                                                             | II/P    | 19       | Nahezu vollständig erhalten |